# 大埝乡 (安岳县)
大埝乡，是中华人民共和国四川省资阳市安岳县曾经下辖的一个乡。2019年12月，撤销大埝乡，将其所属行政区域划归朝阳镇管辖。

## 行政区划
大埝乡撤销前下辖以下地区：
大埝村、朝阳洞村、长庆村、洋禾村、永安村、黄金村、莲洞村、平桥村和新房村。